# Solenozetes australis
Solenozetes australis är en kvalsterart som först beskrevs av Balogh och Csiszár 1963.  Solenozetes australis ingår i släktet Solenozetes och familjen Plasmobatidae. Inga underarter finns listade i Catalogue of Life.